# Việt Hùng (phát thanh viên)
Việt Hùng là phát thanh viên nổi tiếng của Đài Tiếng nói Việt Nam, được phong tặng danh hiệu Nghệ sĩ ưu tú năm 2012.
Lúc đầu ông đam mê các giọng đọc trên Đài tiếng nói Việt Nam thời chiến tranh Việt Nam. Vì thế đem lòng muốn vào nghề này. Ông vào nghề do có sự giúp đỡ của Nguyễn Thơ và Tuyết Mai. Lúc đang học tại trường Đại học giao thông Vận tải, ông đã được thử giọng và mong muốn trở thành một phát thanh viên.
Năm 1969, tốt nghiệp Đại học, Việt Hùng nhập ngũ. Đóng quân ở Quảng Bình 3 năm, đến đầu năm 1973, ông mới chính thức về làm phát thanh viên của Đài tiếng nói Việt Nam.
Mặc dù được đọc trên làn sóng phát thanh là niềm mơ ước của ông nhưng khi trực tiếp bước vào nghề ông mới thấy nhiều khó khăn do Việt Nam chưa có trường dạy phát thanh viên vào thời đó. Thời gian đầu, Việt Hùng được phân công đọc bản tin dự báo thời tiết phát vào lúc 5h sáng. Rồi ông được phân công đọc những đoạn giới thiệu văn nghệ hay truyện ngắn. Mới đầu được phân đọc bài ngắn rồi tiếp đến truyện vừa rồi đến bút ký.
Hơn 50 năm gắn bó với làn sóng của Đài Tiếng nói Việt Nam, phát thanh viên Việt Hùng đã để lại những dấu ấn khó phai trong lòng thính giả yêu Đài. Ông vinh dự được Nhà nước Việt Nam phong tặng danh hiệu Nghệ sĩ ưu tú trong dịp kỷ niệm 122 năm ngày sinh Chủ tịch Hồ Chí Minh (19/5/2012). Ông nghỉ hưu năm 2007.
Tuy đã nghỉ hưu được 5 năm nhưng ông vẫn đến phòng thu đều đặn để thu thanh chương trình đọc truyện đêm khuya hay truyện dài, văn nghệ.